# Geőcze István
Szendrői Geőcze István (Bacska, Zemplén vármegye, 1836. július 25. – Nagybánya, 1900.) magyar királyi honvéd százados, 
Geőcze Zoárd matematikus édesapja.

## Életpályája
Geőcze János ügyvéd és Szerdahelyi Antonia fia. A gimnáziumot Sátoraljaújhelyt, Ungvárt és Kassán, jogi tanulmányait pedig (1853-1857) a pesti egyetemen végezte. 1860-ban Dél-Olaszország felszabadításáért harcolt, ahol előbb Garibaldi tiszti testőrségében hadnagy, azután főhadnagy és az I. Zuáv-zászlóaljban századparancsnok volt. 1864. január 13-án a „Santa Catherina” háromárbócos hajó fedélzetén indult el Genovából és március 10-én elért Brazília partjaihoz, beutazta az országot, majd 1866 júliusában tért vissza. 1867-ben a magyar miniszterelnökségnél fogalmazó lett, 1870-ben mint főhadnagy a magyar királyi honvédség soraiba lépett és csakhamar dandársegédtiszt és 1872. szeptember 20-tól a Ludovika Akadémián a hadseregszervezés tanára lett. 1879. május 1-jén I. osztályú honvéd századossá nevezték ki, 1880. október 8-tól a honvédelmi minisztérium I. ügyosztályához került, ahol irodai dolgozó volt. 1882 óta betegeskedett, 1884. március 30-án nyugdíjba vonult. Ezután Budapesten az irodalomnak élt. 
Geőcze a magyar katonai nyelvújítás és irodalom egyik fontos alakja.

## Írásai
Cikkei a Pesti Naplóban (1868. 71. sz. Timeo Danaos 1884. 207., 208. sz. esti k., A közös hadseregről), Katonai Közlönyben (1869. Fényképészet hadi czélokra, A chatami erődítési kisérletek, 1870. Tagrendek, tagpárrendek és szakoszlop. Nézetek a honvédség érdekében, A szerb haderő szervezése, 1871. A spandaui lövésziskola, Katonai lókoroda terve, Egy orosz tiszt birálata a chassepot fegyverről és a német tüzérségről, Szerbia földrajzi s hadászati viszonyai. A honvédtiszti iskolák általában és azok berendezése, A löveg viszlökem erejének felhasználása a Moncrief rendszer szerint, Porosz robbantyúk, torpedók), a Honvédben (1867-69. 1872. Az orosz vezérkar hadtudományi utazásai, az Armstrong-féle csavar- és ék-zárú angol hátultöltő ágyúk), a Fővárosi Lapokban (1869.), a Hazánk és Külföldben (1869.), a Vasárnapi Ujságban (1869.), a Ludovica Akadémia Közlönyében (1873. I. Napoleon és Moltke, 1874. Tanulmány a gyalogság részletharczászata felett, Atsin és a háború Hollandiával, 1875. Egy tanulmány a német hadsereg felett, A cs. és kir. hadseregbeli tiszti növendékek kiképzésére hivatott csapatiskolákról, A kozákok előőrsszolgálata, Néhány szó a csapatiskolák és harczgyakorlatokról, könyvismertetés, 1876. Oroszország terjeszkedése keleten, Egy tábori tüzérségnél leginkább kifejtendő tulajdonságok, A háború bölcsészetének tanulmányi összefoglalatja, Jegyzetek a háború művészetéről, 1877. Európai Törökország és az azzal határos kis államok, A hadseregek történelmi fejlődéséről, 1878. Oroszország és Angolország Közép-Ázsiában, 1879-80. Vázlatok a hadügy történelmi fejlődéséről, 9 közlés, 1879. A jelenlegi franczia és német hadszervezet összehasonlítása, 1881. Az angolok Indiában, A gyalogság támadásának előkészítése és végbevitele, 1886. Wolozkoi elmélete a gyalogság harczban való tüzeléséről, Nagy Frigyes bizalmasa Luchesini marquis kiadatlan iratai, 1890. A lovasság mint csatatényező, 1891. Miként keletkezett és fejlődött ki a gyalogság mai harczászata, A fegyveres béke vagy a katonai Európa az 1890. évben, Az utolsó töltények háza, Moltke tábornagy, A jelenlegi Európa és a legközelebbi háború, 1892. A léghajók hadi alkalmazása, A portugálok honfoglaló harczai a mór uralom idejében, Spanyolország a franczia-orosz szövetségben, Sedán, tervrajzzal, A lovasság összeköttetésben a többi fegyvernemmel, 1893. A hadi fegyverek új technikájában honos nézetek, Az angolok lovasított gyalogsága, 1894. A területi előnyök felhasználásának fontossága), az Ellenőrben (1881. 62. sz. Przemisl erődítéséről, 474. sz. esti k. Használható-e még a lovasság az ujabbkori lőfegyverekkel szemben? 490. sz. A postagalambok felhasználása a háborúban, 1882. 252. sz. Egy külföldi katonai szaklap a Mezőkövesden tartott lovassági nagyobb hadgyakorlatokról), az Egyetértésben (1883. 275. sz. Khina hadereje és a francziák, 290. sz. Az orosz hadszervezkedés egy-két mozzanata, 1884. 71. sz. Szudán, 1885. 34. sz., Honvédségünk, 1890. 74. sz. A nyelvtanítás rendszere középiskoláinkban, 448. sz. Európa vére Afrikáért), a Nemzetben (1883. 156. sz. A tárfegyverek gyakorlati hadi használhatósága. 1884-85. és 1886. november 24. A felső Congó-vidék felfedezői Stanley előtt, Olaszország európai conflictus esetén), a Budapesti Hirlapban (1884. 301. sz. Az új kinevezettek, 1886. 2. sz. Nyáry Albert báró)

## Utazás Braziliába és vissza, Pest, 1869. Két kötet.
A szerzőt Erzsébet magyar királyné gyémánt melltűvel tüntette ki. 
Geőcze huszonévesen ellenezte a levert szabadságharcot követő egyezkedést a bécsi hatalommal, csak Magyarország teljes függetlenségét fogadta volna el, ezért hozzá hasonló gondolkodású honfitársaival csatlakozott az Olaszország déli részének felszabadításáért harcoló Garribaldi hadseregébe. 
A garribaldista szabadságharc után, 1864 és 1866 között utazott el Braziliába, induláskor még fogalma sem lehetett arról, visszatérhet-e egyáltalán Európába. 
Erről az időszakról írt könyvéből kiderül, Geőcze egyszerre volt korának és neveltetésének megfelelően konzervatív, ugyanakkor szabadelvű, a faji megkülönböztetés, a rabszolgaság minden formáját elutasító, függetlenül gondolkodó ember, aki véleményét mindig igyekezett tényekre alapozni. 
Mintának tartotta, hogy Braziliában visszaszorultak a születéshez kötött előjogok: 
“...a valódi születési aristocratia is csak néhány régi portugál eredetű nemesi családra szorítkozik... Megszokott, mindennapi dologgá vált, hogy szerecsen ügyvéd vagy orvos, kinek atyja talán még rabszolga volt, Európából odaszármazott birtokos tőzsér vagy hivatalnok szőke fürtös lányát vezeti oltárhoz.”
Elfogulatlanul írt a brazilok kevert fajú jellegéről: 
“Alíg van népfaj a földön, melynek typusa Braziliában feltalálható nem volna...”
Megállapítja, Brazilia az államberendezkedés tekintetében is példát mutat a világnak, hiszen a császár a törvényhozás engedélye nélkül még külföldre sem utazhatott: 
“...e fiatal államra el lehet mondani, miszerint mind a köztársaság, mind a monarchicus államformának javából állította össze kormánygépezetét.”
Könyvének katonai, gazdasági elemzései is figyelemre méltóak:
“...Brazilia daczára annak, hogy a körülötte levő köztársaságok soha nem végződő harczaiban részt venni kényszerítve látja magát, államadósságai 1861 január elsején mégiscsak 160 millió forintra rúgtak. Mi ez ily gazdag országnak, aránylag azon összegekhez képest, mikkel az európai államok tartoznak?!”

## További munkái
- Hadmozdulati utasítás kivonatban a magyar királyi honvédség számára. Pest, 1870. (németből ford. Hivatalos kiadás. Névtelenül.)
- Az osztrák-magyar monarchia haderőinek szervezete. A rendeletek tárában ajánlott tan- és kézikönyv. Bpest, 1873
- A tisztek gyakorlati kiképzése... az orosz hadseregben, ford. olaszból. Bpest, 1873. (Névtelenül.)
- Népszerű utasítás a tervrajz és térkép-olvasáshoz. Zaffauk József után németből. (Névtelenül.) Bpest, 1873
- Fegyvertan. Lankmayer Nándor után ford. németből. Bpest, 1879. (III. füzet. Névtelenül.)
- Gyakorlati szabályzat a m. kir. honvédgyalogság számára. Bpest, 1881. Két rész. (Németből ford. Névtelenül.)
- Lőutasítás a m. kir. honvéd gyalogság számára. Bpest, 1882. (Németből ford. Névtelenül.)
- Lőutasítás a m. kir. honvéd lovasság számára. Bpest, 1883. (Németből ford. Névtelenül.)
- A vizekről. Spanyolországi 1879. jún. 13. törvény ford. spanyolból. Bpest, 1883
- A tisztek gyakorlati kiképzése és a harczszerű céllövés az orosz hadseregben. Bpest, 1890. (Olaszból ford. Névtelenül.)

Ezeken kívül fordított még többet olaszból, franciából, angolból, spanyolból és portugálból magyarra. Szerkesztette a Ludovika Akadémia Közlönyét 1873-tól 1879 végeig.

## Álnevei és jegyei
Szendrői, Bacskay, Kaponyai, G. K. és e-i.